# Взглянуть второй раз
«Взгляну́ть второ́й раз» (англ. Second Glance) — десятый роман американской писательницы Джоди Пиколт, опубликованный в 2003 году. В данном произведении Пиколт обратилась к теме вермонтского евгенического проекта 1930-х годов.

## Сюжет
Действие романа происходит в крошечном Вермонтском городе Комтосуке, в котором живут индейцы племени абенаки. В городе собираются построить торговый центр. Однако, если абенаки сумеют доказать, что на этом месте похоронены их предки, строительство будет остановлено.
В город приезжает Росс Уэйкман, охотник за привидениями. Несколько лет назад его невеста Эйми разбилась в автокатастрофе, после чего Уэйкман предпринял несколько попыток покончить жизнь самоубийством, но остался жив. Он стал охотиться на призраков, надеясь однажды встретить дух возлюбленной. В Комтосуке живёт сестра Уэйкмана Шелби. Её сын Этан страдает ксеродермой, то есть нетерпимостью к ультрафиолетовому излучению.
С помощью местного детектива и призрака Лии Бомонт Уэйкману удаётся раскрыть тайну совершённого много десятилетий назад убийства. Материалы дела подтверждают, что на территории города действительно похоронен индеец, и строительство прекращается.

## Персонажи
- Росс Уэйкман — протагонист романа, охотник на привидений.
- Шелби Уэйкман — сестра Росса. Работает библиотекарем, с мужем в разводе.
- Этан Уэйкман — девятилетний племянник Росса, сын Шелби. Болеет ксеродермой.
- Лия Бомонт/ Сесилия Райк — склонная к суициду женщина, чья смерть играет ключевую роль в сюжете.
- Эли Рочерт — полицейский, наполовину абенаки. Влюблён в Шелби. Вместе с Россом расследовал убийство.
- Мередит Оливер — генетик, мать Люси.
- Люси Оливер — восьмилетняя дочь Мередит. Способна видеть призраков.
- Спенсер Райк — муж Сесилии, евгеник. В современности живёт в частном санатории Комтосука.
- Джон Делакур — столетний абенаки, обвиняемый в убийстве Сесилии.

## Отзывы
Робин Видимос в газете The Denver Post положительно оценил роман, написав, что он «поднимает тревожные вопросы о том, что было, что есть и что будет».  Позитивно оценила произведение также Сьюзан Долли в The Washington Post.